# Paritat (moneda)
Paritat (moneda) és el règim d'una unitat monetària el valor de la qual s'ajusta segons el valor d'una altra divisa de referència, d'un cistell de monedes o d'una mesura de valor, com l'or. Aquesta parietat és fixada pel govern de cada país. «Quantitat d'or fi o d'una moneda base, per exemple el dòlar, a la qual és equivalent una unitat monetària».

## Història
En l'antiguitat existien diversos sistemes monetaris, i Alexandre el Gran va unificar el sistema monetari basat en la plata com a moneda forta seguint els ensenyaments d'Aristòtil. A la seva mort el sistema es va trencar, i els romans amb el temps van establir-ne un basat en el bronze que va incloure plata posteriorment. Amb la caiguda de la República Romana el sistema es va deteriorar fins que Juli Cèsar va establir un sistema basat en l'or i la plata. Progressivament la quantitat de plata de les monedes es va anar rebaixant del 100% fins al 4% durant el regnat de Gal·liè, i després de la caiguda de l'Imperi Romà les monedes com a base d'intercanvi comercial van desaparèixer de bona part d'Europa.
Amb el creixement del poder dels Estats Units, el dòlar dels Estats Units es va convertir en la base del sistema monetari internacional, formalitzat als Acords de Bretton Woods que va establir l'ordre monetari posterior a la Segona Guerra Mundial, amb tipus de canvi fixos de monedes per dòlar i la convertibilitat del dòlar en or. Des del col·lapse del sistema de Bretton Woods, que va culminar amb el xoc de Nixon de 1971, que va donar fi a la convertibilitat, el dòlar dels Estats Units ha continuat sent la base de facto del sistema monetari mundial, usat amb diverses monedes europees i el ien japonès. Des de la formació de l'euro, ha guanyat el seu ús com a moneda de reserva i unitat de transaccions, encara que el dòlar ha continuat sent la moneda principal.
La creació de l'organització internacional Fons Monetari Internacional obliga els governs a fixar la paritat de la seva moneda al patró or/dòlar dels Estats Units al pes i llei vigents l'1 de juliol de 1944 —33 dòlars l'unça d'or. Aquest patró equiparava el valor de les divises a una certa quantitat de dòlars —tal com es fa en l'actualitat— però sempre a un tipus fix, és a dir, en aquells anys no hi havia variacionsalen aquest aspecte entre els països regulats pel Fons Monetari Internacional. Aquesta mesura, que és una de les causes primeres de la creació del Fons Monetari, es mantindria en vigor fins a la crisi de 1973; quan va ser derogada la clàusula que regia les regulacions monetàries en aquest aspecte.

### Patró or
El patró or fou el sistema monetari internacional fins a l'any 1914. El patró or tan sol els governs poden mantenir amb la política econòmica de l'estabilitat del tipus de canvi; és per això que el patró or fou abandonat durant la Primera Guerra Mundial. Cada país mantenia les seves reserves en or, i la seva moneda nacional era convertible en or al banc central a la paritat establerta per la llei. En un patró or, l'ajust de pagaments del país tindrà lloc, d'acord amb la teoria quantitativa del diner, a través de la variació dels preus, amb un descens en les seves existències d'or segons la seva oferta monetària. Al fer augmentar les exportacions i disminuir les importacions, restablirà l'equilibri entre ingressos i pagaments externs del país.